# Greußenheim
Greußenheim è un comune tedesco di 1 633 abitanti, situato nel land della Baviera.

## Amministrazione

### Gemellaggi
- Valfabbrica